# Olympische Sommerspiele 1992/Teilnehmer (Grenada)
| Gelbes Symbol für Goldmedaillen mit stilisierten Olympischen Ringen | Graues Symbol für Silbermedaillen mit stilisierten Olympischen Ringen | Braundes Symbol für Bronzemedaillen mit stilisierten Olympischen Ringen |
| ------------------------------------------------------------------- | --------------------------------------------------------------------- | ----------------------------------------------------------------------- |
| —                                                                   | —                                                                     | —                                                                       |

Grenada nahm bei den Olympischen Spielen 1992 in Barcelona zum dritten Mal an Olympischen Sommerspielen teil. Die Olympiamannschaft bestand aus vier Athleten.

## Teilnehmer nach Sportart

### Leichtathletik
- Delon Felix
Männer, 400 m, in der 1. Runde ausgeschieden (47,39 s)
- Eugene Licorish
Männer, Weitsprung, in der Qualifikationsrunde ausgeschieden (7,60 m)
- Shermaine Ross
Frauen, 400 m, in der 1. Runde ausgeschieden (55,49 s)
- Gabriel Simeon
Männer, 100 m, in der 1. Runde ausgeschieden (11,10 s)